# Exteritoriální dálnice Vídeň–Vratislav

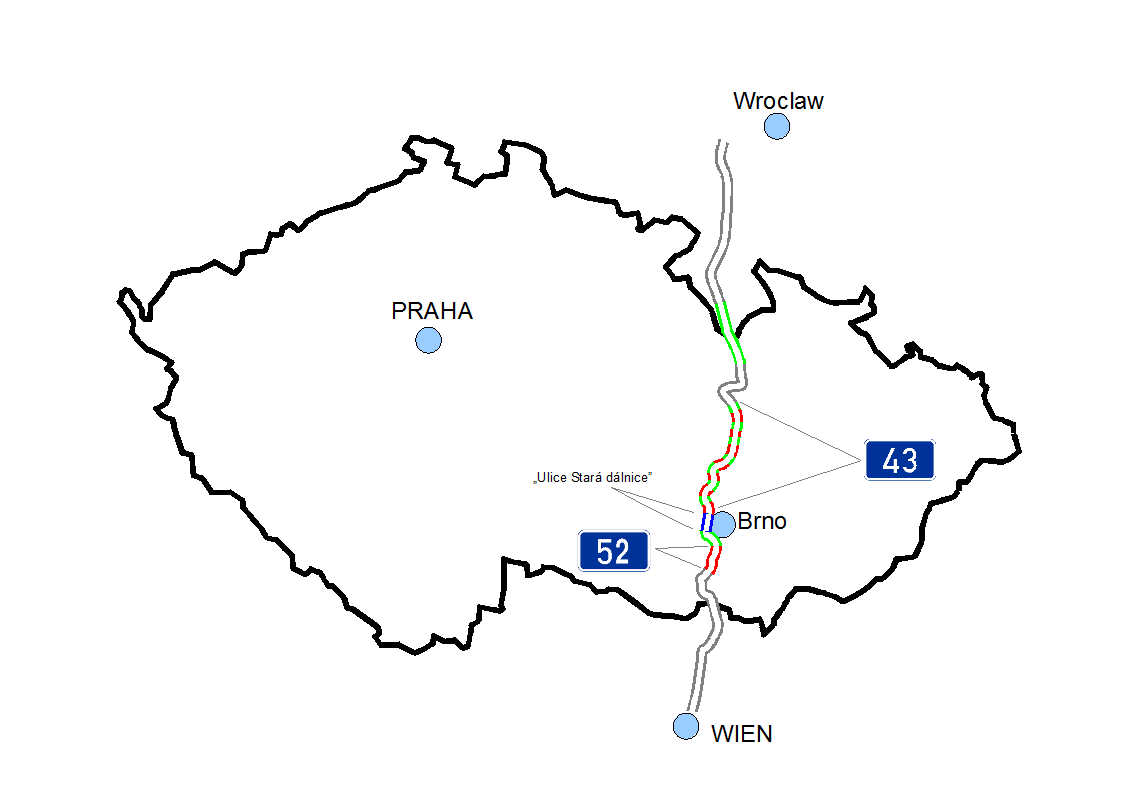
Mapa dálnice s vyznačením rozestavěných úseků

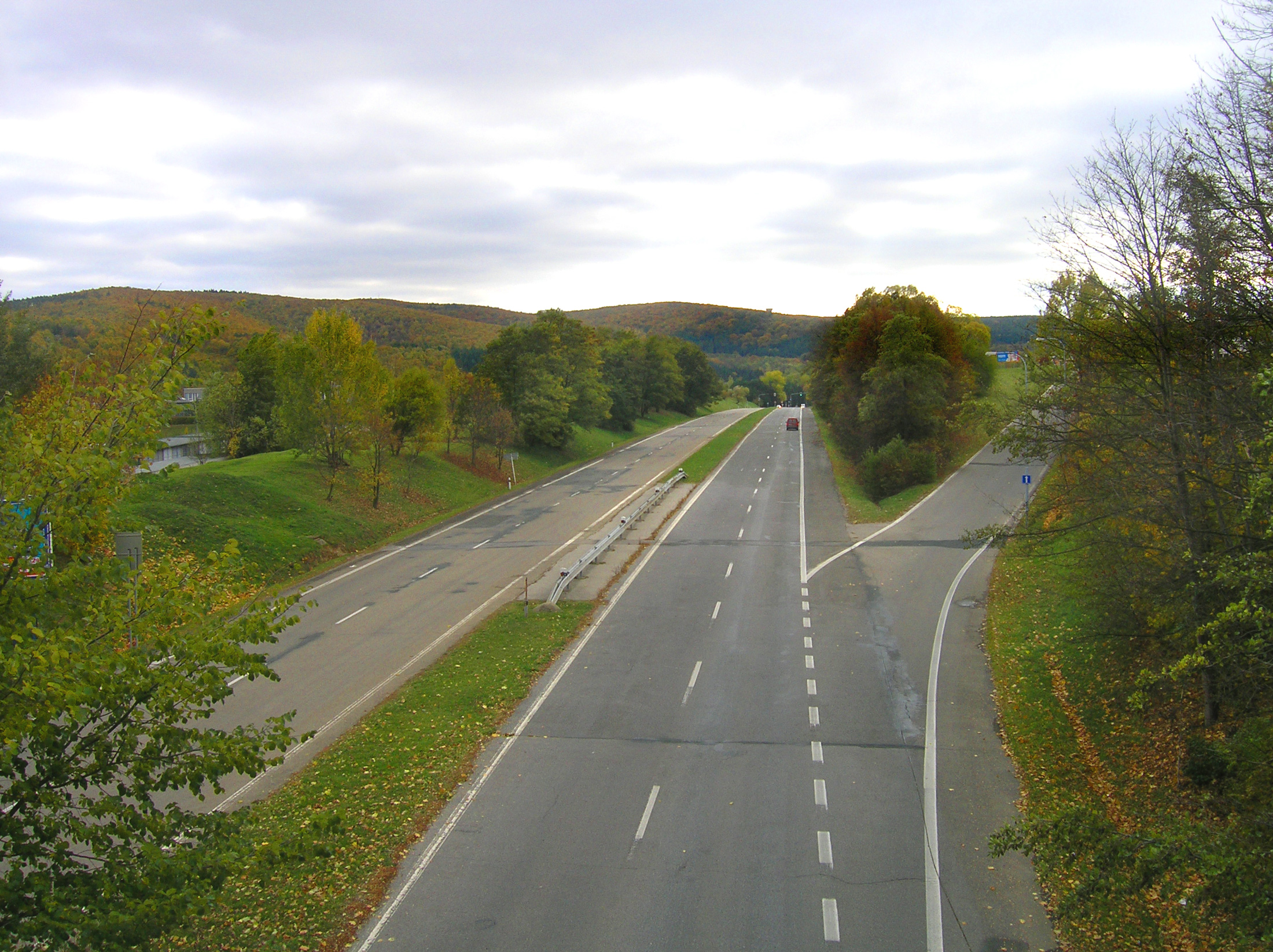
Část dálnice, později dostavěná jako ulice Stará dálnice u sídliště Bystrc v Brně, využívaná jako silnice III. třídy

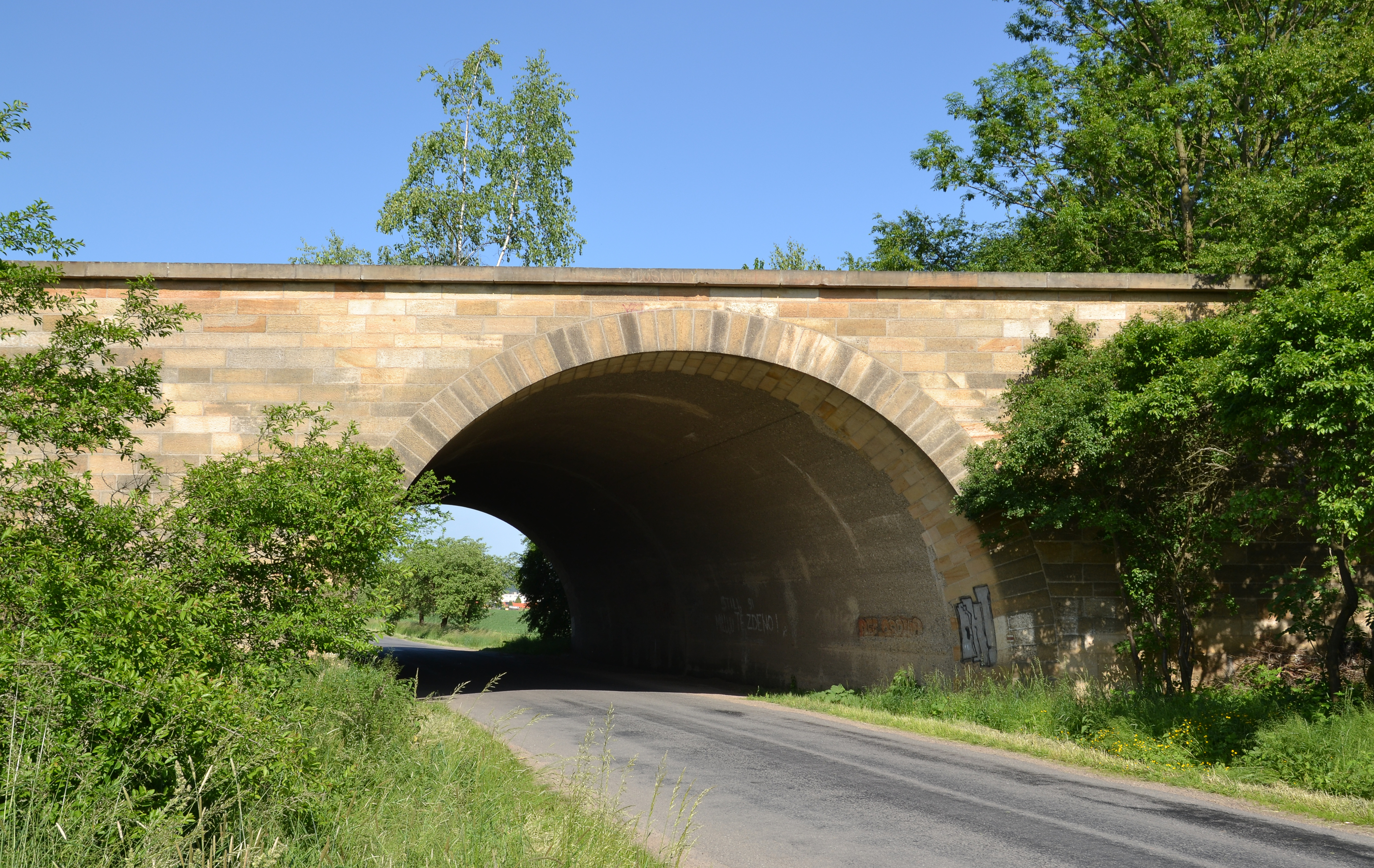
Dálniční most u Jevíčka

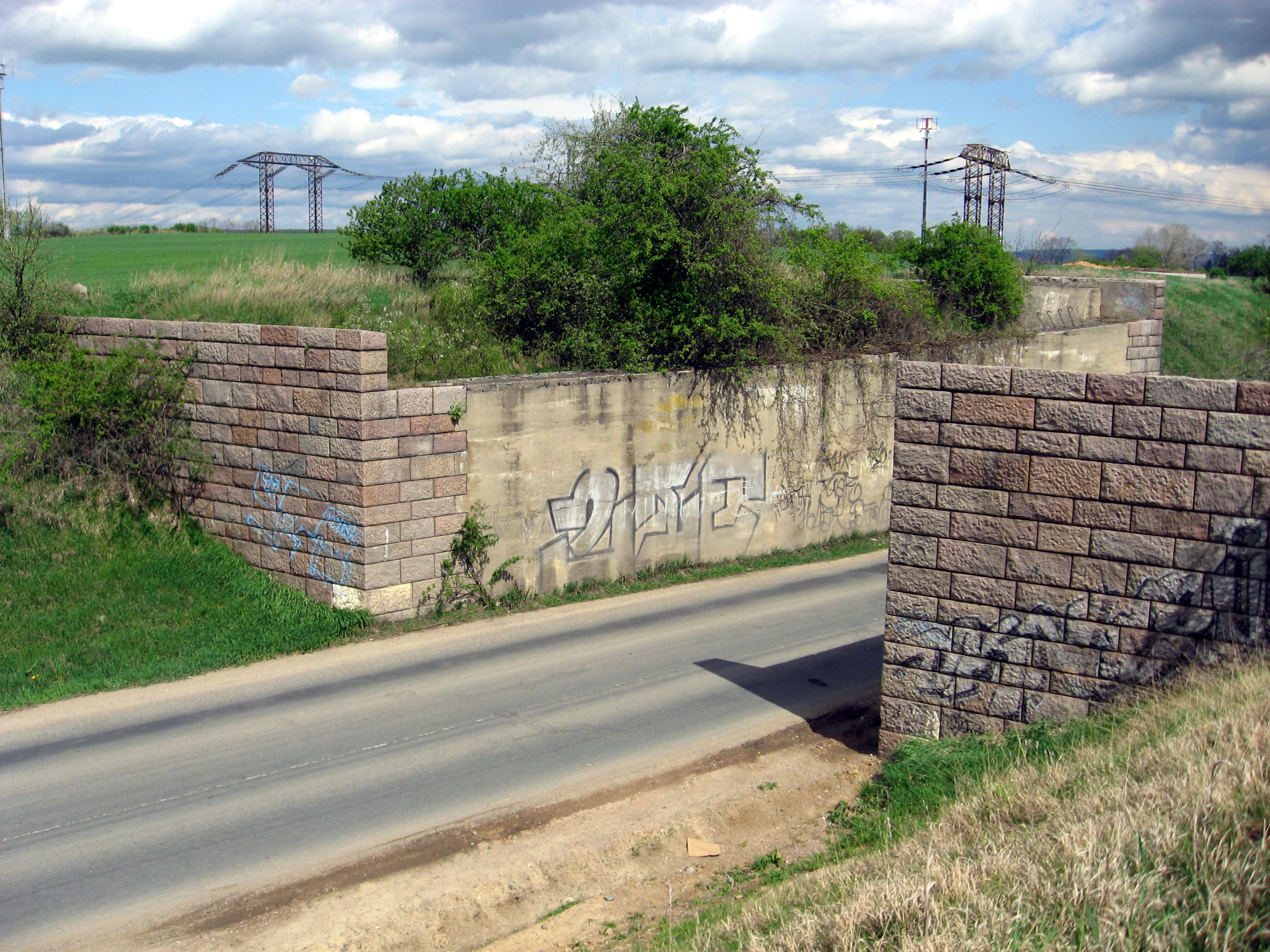
Opěry nedokončeného dálničního mostu u Nebovid

Exteritoriální dálnice Vídeň–Vratislav s označením A88, také známá pod názvem Hitlerova dálnice, je nedokončená dálnice nacistického Německa, která měla přes Moravu a východní Čechy spojovat Vídeň s Vratislaví. Podle projektu měla mít dálnice délku 320 km. Na území dnešního Česka bylo celkem rozestavěno 83,5 km, z toho asi 76 km na území tehdejšího Protektorátu Čechy a Morava.

## Historie projektu
Vybudování dálnice si jako součást Mnichovské dohody vynutil německý říšský kancléř Adolf Hitler. Prvním krokem k realizaci projektu této dálnice se stala cesta ministra veřejných prací Karla Husárka do Berlína na počátku prosince 1938. Při jeho návštěvě bylo dohodnuto, že dálnice bude mít exteritoriální povahu (po dokončení měla být celně oddělena od Česko-Slovenska) a že ji vybuduje společnost Reichsautobahn (RAB). Finanční zajištění stavby, dopravní policii a celní službu mělo zajistit Německo, které mělo na všech nájezdech vybudovat celnice.
Profil dálnice byl stanoven na 28,5 m, což odpovídalo parametrům běžných dálnic v tehdejším nacistickém Německu. Součástí dohody byl také příslib, že některé úseky dálnice vybudují československé firmy. Československá vláda zase měla Německu poskytnout zdarma všechny potřebné pozemky.

## Stavba
Přípravné práce započaly ještě před koncem roku 1938 a jejich postup byl z dnešního hlediska ohromující. Plány i pozemky pro výstavbu byly připravené za pouhé tři měsíce. Pozemky poté předala československá vláda Německu. Po okupaci zbytku českých zemí a vzniku Protektorátu Čechy a Morava došlo k dalšímu zrychlení přípravy výstavby této dálnice. Územím protektorátu měla dálnice procházet v délce 65 km a s jejím zprovozněním se počítalo koncem roku 1940.
Dálnice se začala budovat 11. dubna 1939, avšak 30. dubna 1942 byla její stavba v důsledku ekonomických potíží a vojenských neúspěchů nacistického Německa zastavena. Až do konce druhé světové války hlídala staveniště německá armáda. Po válce bylo staveniště opuštěno a došlo k likvidaci různých stavebních zařízení, která na staveništích zůstala. Nedokončená dálnice pak chátrala především proto, že se s její výstavbou již nepočítalo.

## Rozestavěné úseky
Rozestavěné úseky původní dálnice začínají na jihu v katastru obce Medlov na jižní Moravě a končí pak na severu v katastru obce Městečko Trnávka na severozápadě Moravy. Tento rozsah odpovídá tehdejšímu československému/protektorátnímu území. Stavba navazujících úseků na území Říše zahájena nebyla. Od té doby se v některých místech rozestavěného tělesa vyvinuly cenné ekosystémy, prohlášené za chráněná území – přírodní památky Obůrky-Třeštěnec a Čtvrtky za Bořím.
Některé úseky původní dálnice byly později využity při výstavbě novějších silnic. Na území města Brna, v katastru Žebětína a Bystrce, byl v 70. letech 20. století dokončen úsek výpadové čtyřpruhové komunikace (ulice Stará dálnice) v délce 3 km. Dále se jedná například o část trasy dálnice D52 v katastrech obcí Syrovice a Sobotovice a silnici II/150 mezi Skalicí nad Svitavou a Svitávkou.
Současná koncepce počítá s využitím velké části trasy bývalé dálnice A88 (od Bosonoh na sever) pro novou silnici I/73.

## Galerie

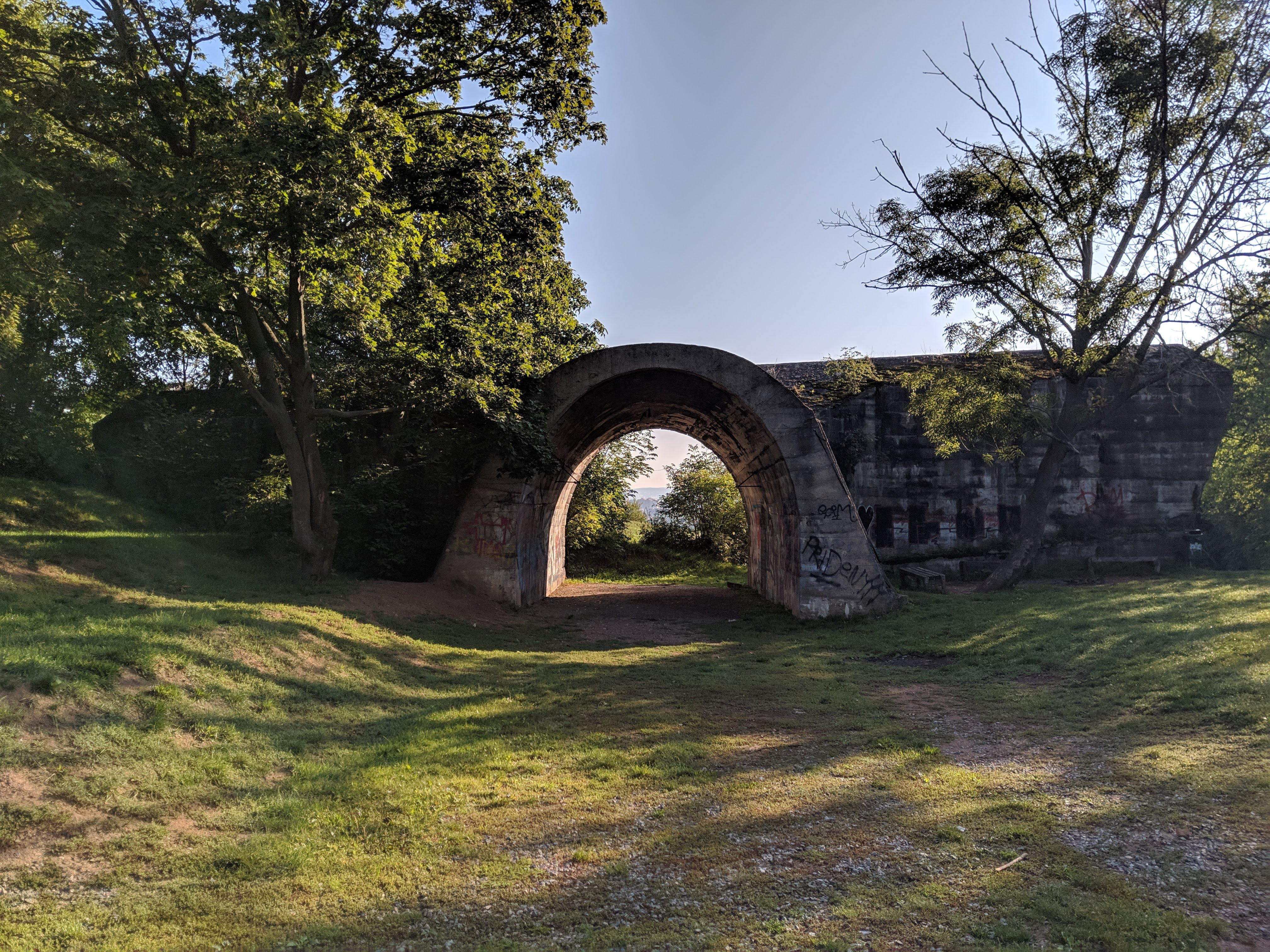
Nedokončený dálniční most u Ostopovic
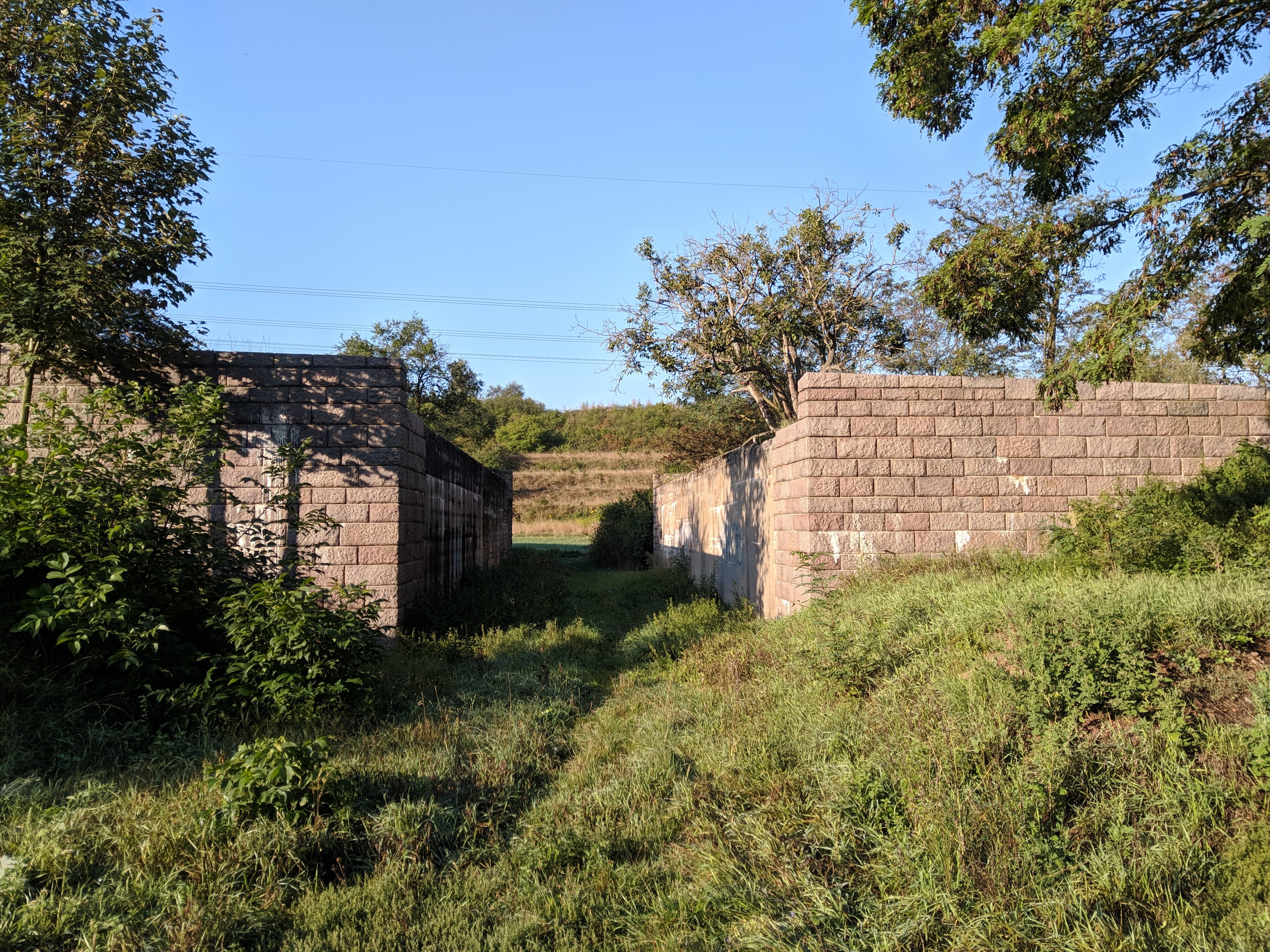
Nedokončený deskový dálniční most u Ostopovic
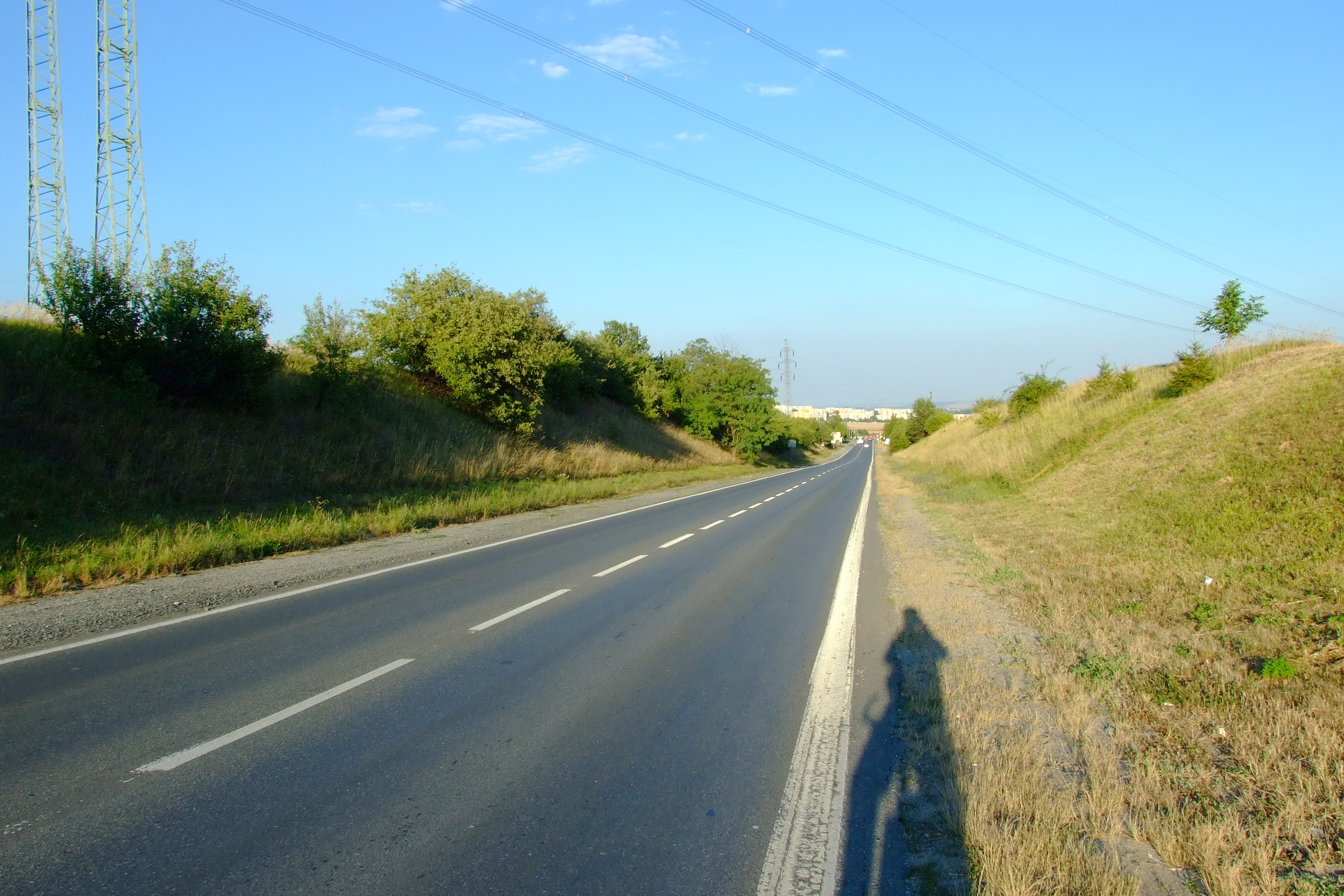
Zářez na silnici II/602 mezi Bosonohami a Veselkou pod nerealizovaným dálničním mostem
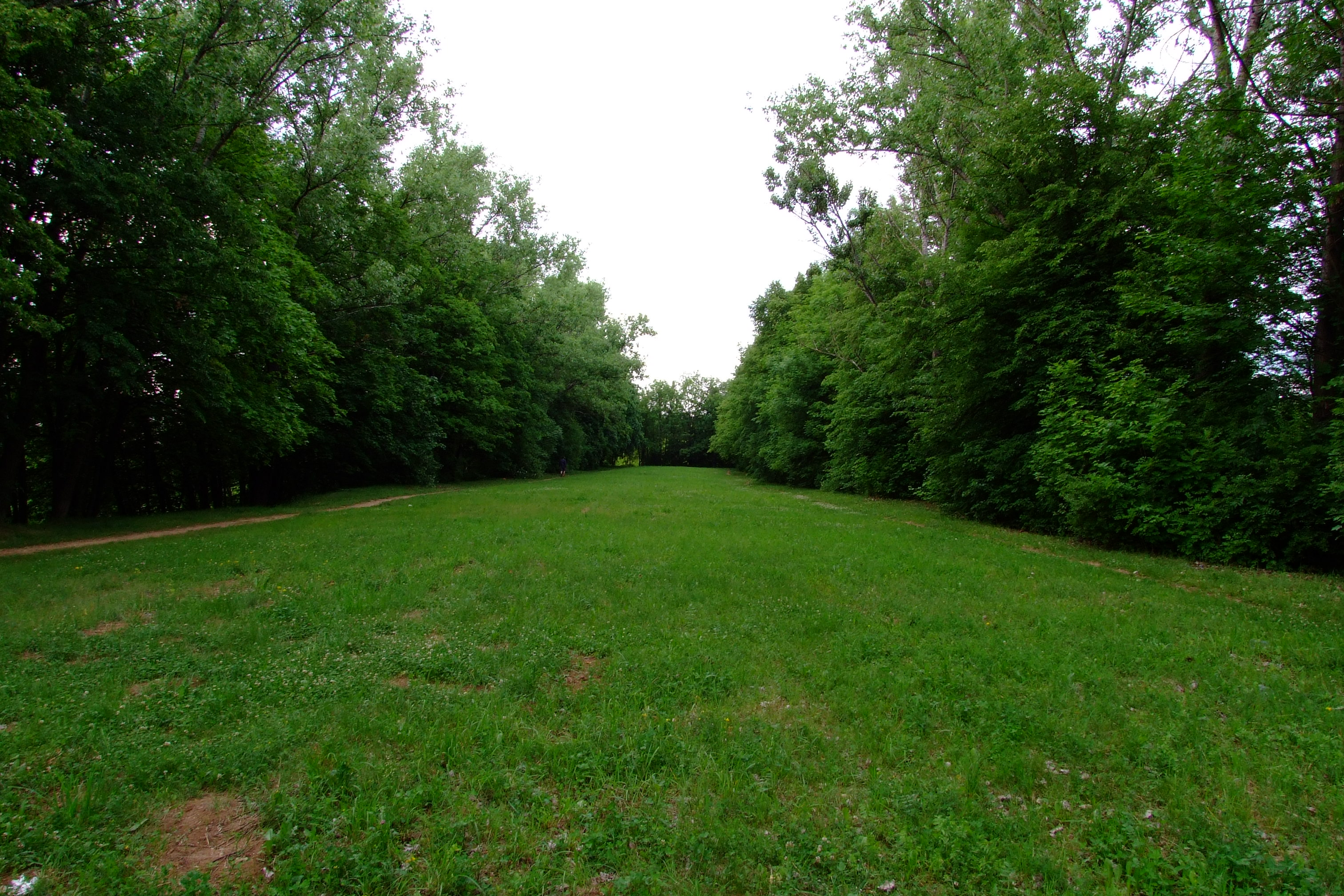
Nedokončená část dálničního náspu v Brně-Bystrci, později upravená jako malý park
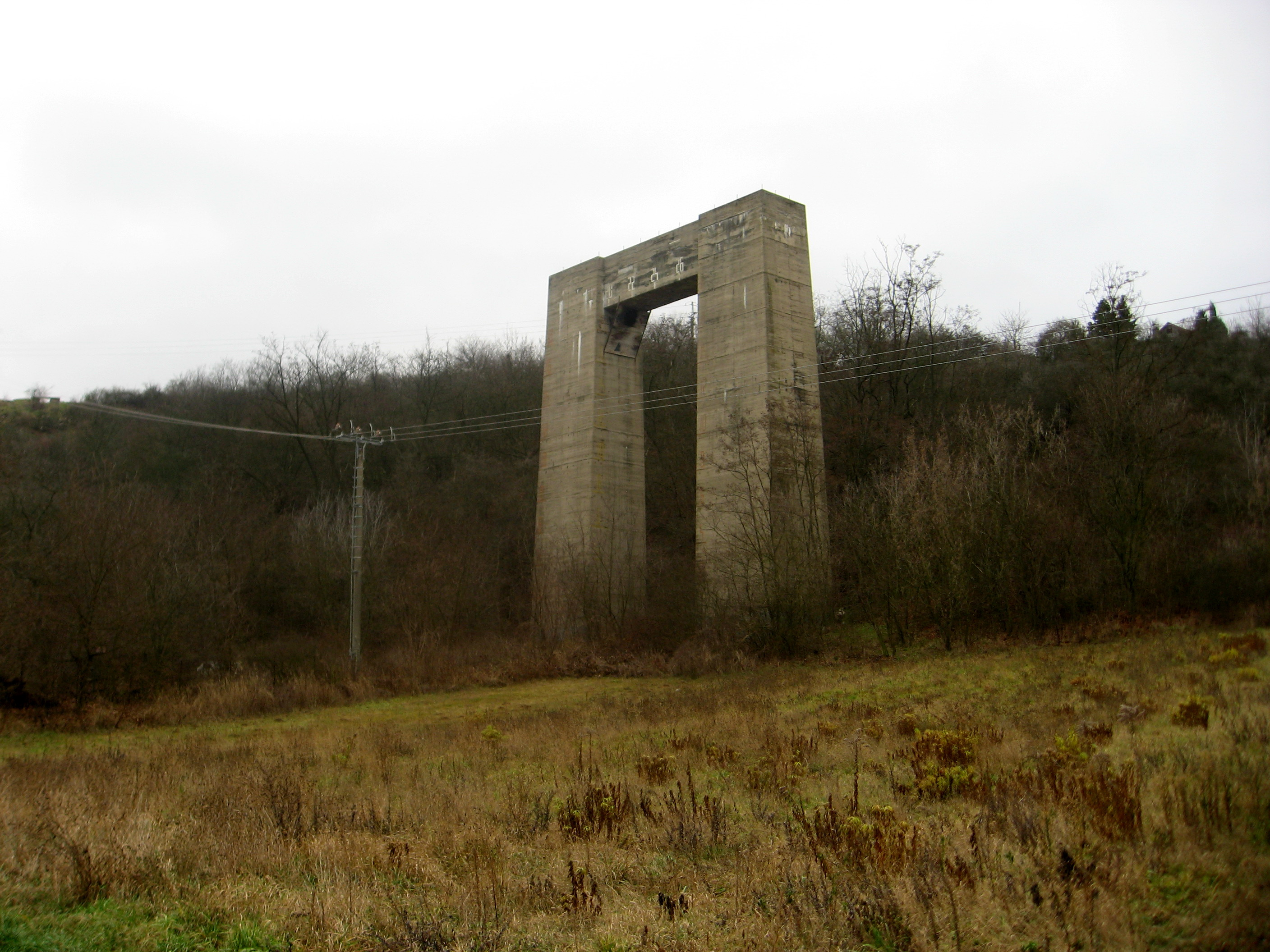
Pilíř nedostavěného mostu pod hrází Brněnské přehrady
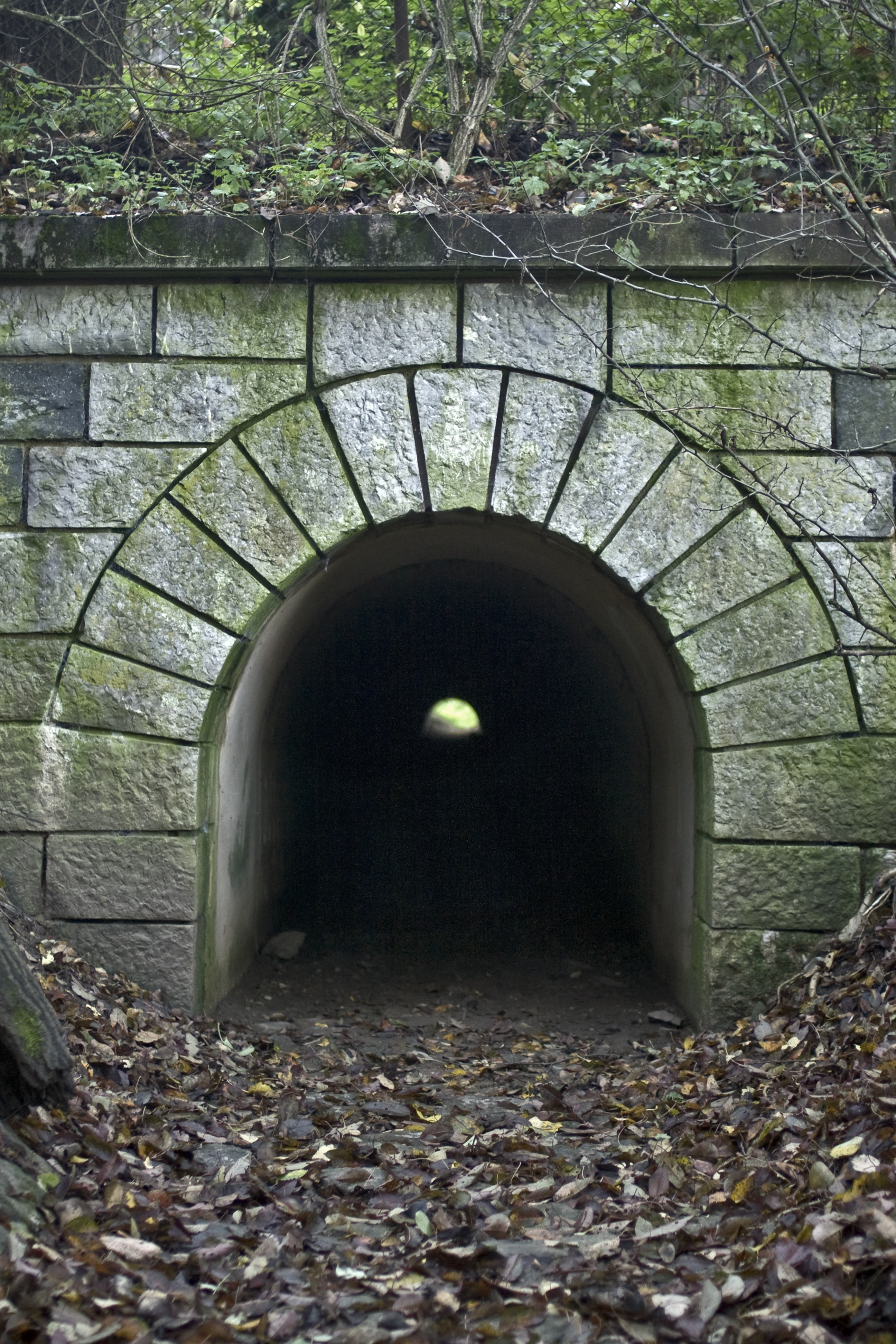
Propustek pod dálničním náspem mezi Kníničkami a Rozdrojovicemi
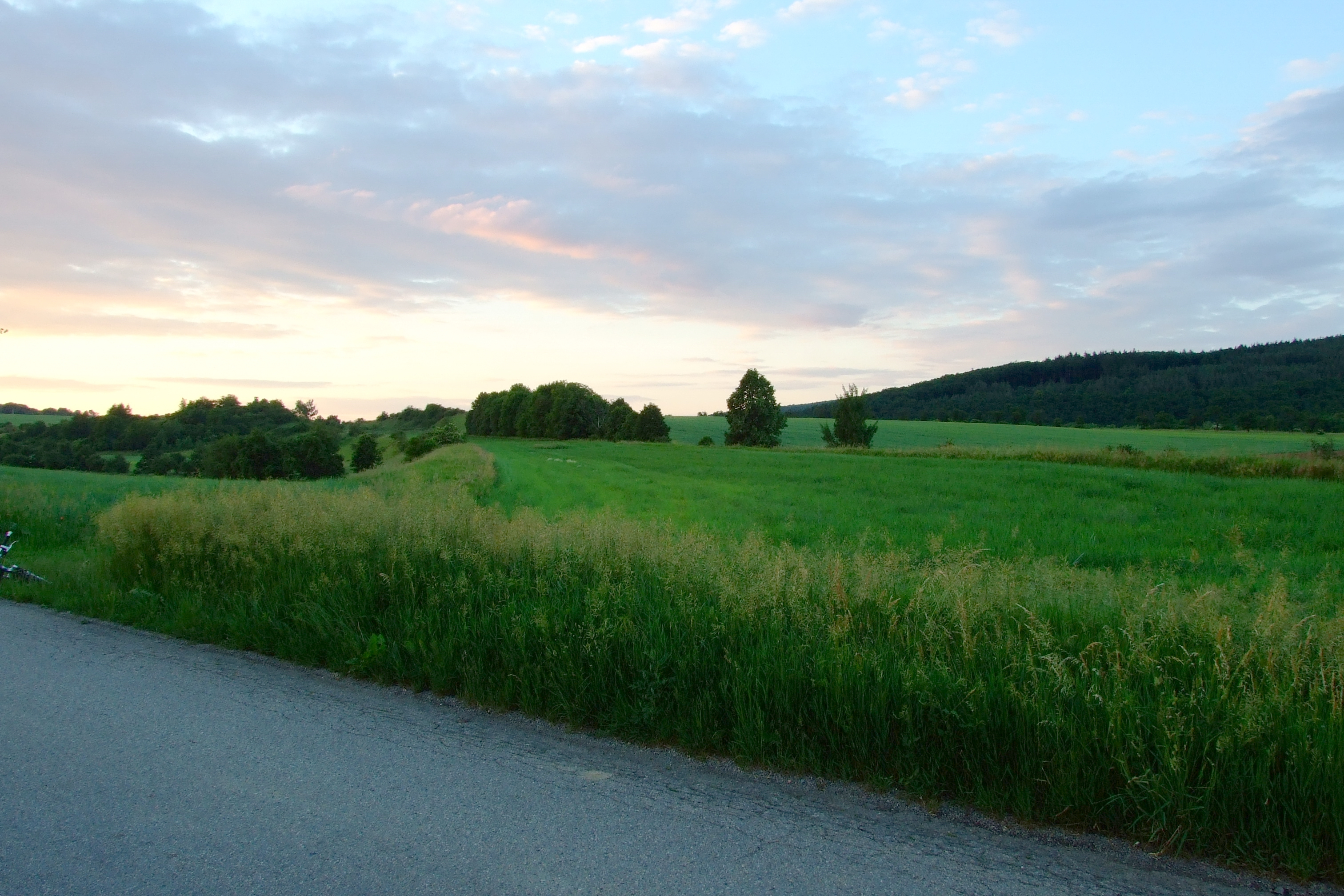
Část dálničního zářezu a nízkého náspu v katastrálním území Rozdrojovice
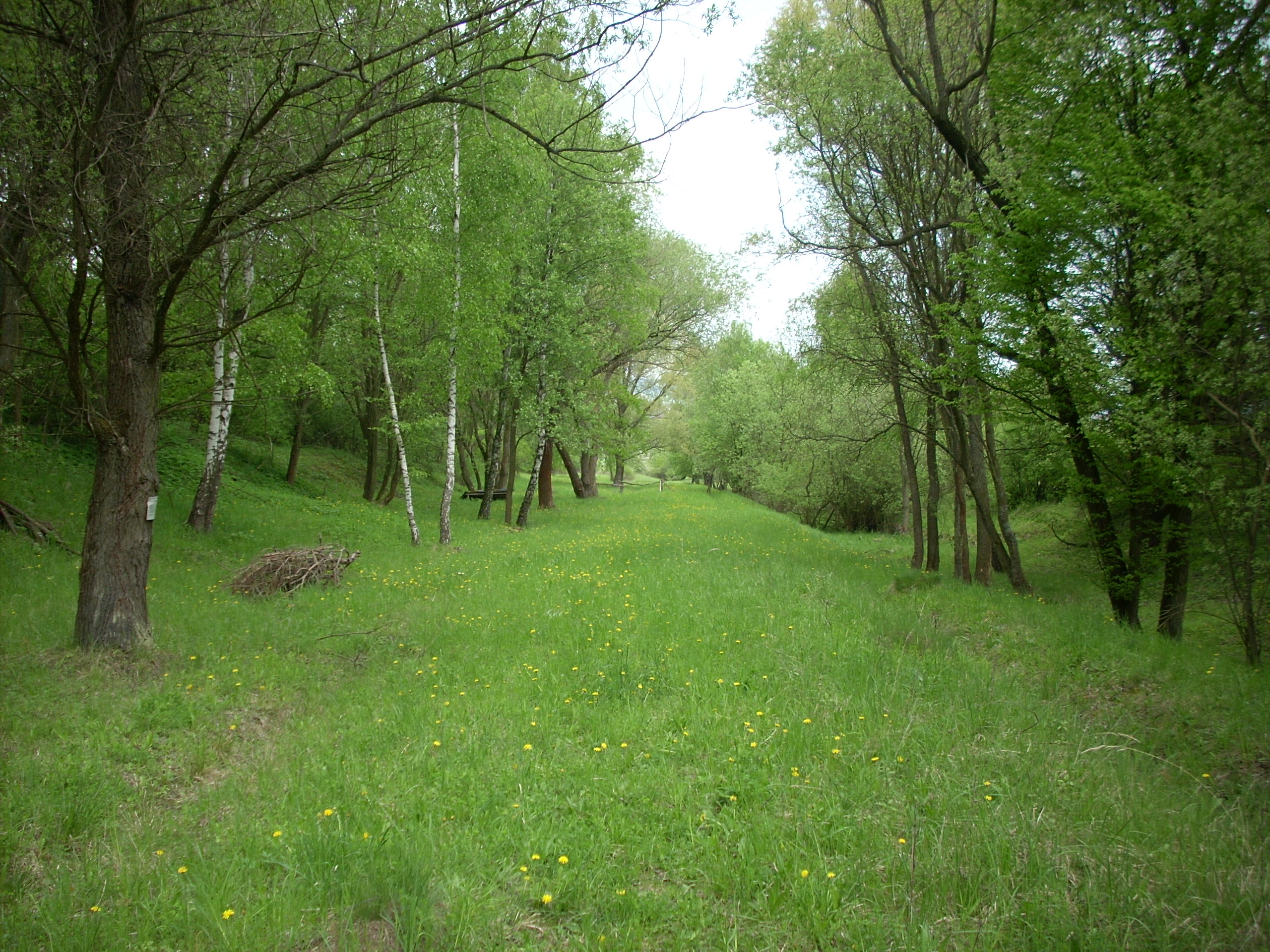
Čtvrtky za Bořím - přírodní památka na dálničním tělese